# Immacolata Amodeo
Immacolata Amodeo (* 6. Oktober 1961 in Carfizzi, Italien) ist eine Literaturwissenschaftlerin italienischer Herkunft, Leiterin des Ernst-Bloch-Zentrums in Ludwigshafen am Rhein und Honorarprofessorin an der Universität Mainz.
Nach ihrem Studium an den Universitäten von Perugia, Frankfurt am Main und Siegen promovierte Amodeo zu einem Thema im Bereich der Migrationsliteratur in Deutschland. In ihrer Dissertation von 1996 unternahm sie als Literaturwissenschaftlerin den Versuch, den ästhetischen Dimensionen dieser Texte gerecht zu werden, indem sie der weiteren Reduktion bei der Rezeption der interkulturellen Literatur auf Betroffenheit, Authentizität, Exotisierung ein anderes Modell entgegensetzte. Dieses andere ästhetische Modell stützt sich unter anderem auf Überlegungen der Wissenschaftler Félix Guattari und Gilles Deleuze, wobei insbesondere deren philosophisches Rhizom-Modell zum Tragen kommt. Ihre Habilitation erfolgte 2001 an der Universität Bayreuth, wo sie bis 2004 Allgemeine und Vergleichende Literaturwissenschaft lehrte. Von 2004 bis 2018 war sie Professorin an der Jacobs University Bremen, allerdings zwischen Februar 2012 und 2018 freigestellt, um als Generalsekretärin der Villa Vigoni in Loveno di Menaggio (Como), Italien, tätig zu sein. Seit Oktober 2018 leitet sie das Ernst-Bloch-Zentrum in Ludwigshafen am Rhein und ist Honorarprofessorin an der Universität Mainz. 
Als Rezensentin im Rundfunk gilt sie als Expertin für die Werke von und über Ingeborg Bachmann, Primo Levi, Nelly Sachs, Antonio Gramsci, Erich Fried und andere Literaten und Theoretiker.

## Größere wissenschaftliche Arbeiten
- Il gusto melodrammatico. Eine medienkomparatistische Studie zum Opernhaften. Habilitationsschrift, Bayreuth 2001. Transcript. Bielefeld 2007.
- (Hg.) Italien in Afrika – Afrika in Italien. Italo-afrikanische Beziehungen. Wissenschaftlicher Verlag. Trier 2004 (mit Claudia Ortner-Buchberger und in Zusammenarbeit mit Brigitte Kienle).
- (Hg.) Frau Macht Wissenschaft. Wissenschaftlerinnen gestern und heute. Ulrike Helmer Verlag. Königstein 2003 (In Zusammenarbeit mit Nicole Weiß).
- "Die Heimat heißt Babylon". Zur Literatur ausländischer Autoren in der Bundesrepublik Deutschland. Westdeutscher Verlag. Opladen 1996.